# شکل‌دهی میکرو
ساخت میکرو به روش‌های ساخت، تکنولوژی‌ها، تجهیزات، استراتژی‌های سازمانی و سیستم‌های ساخت محصولات یا ویژگی‌ها، که دو بعد آن در اندازه زیرمیلی متر است اطلاق می‌شود.
تنوع زیادی در محصولات میکرو وجود دارد، انواع مهم آن عبارتند از:محصولات میکرو الکترونیکی، سیستم‌های الکترونیکی میکرو نوری، سیستم‌های مکانیکی الکترونیکی میکرو و سیستم‌های مکانیکی الکترونیکی نوری میکرو که به ترکیب عملکرد و ویژگی محصول و اصول کاری بستگی دارد.
با توجه به تفاوت با تکنولوژی‌های ساخت دیگر، تکنولوژی‌های ساخت میکرو اغلب به ترتیب به صورت ساخت MEMS (سیستم‌های میکرو الکترومکانیکی) و ساخت non-MEMS طبقه‌بندی می‌شوند. ساخت MEMS میکرو شامل بسیاری از تکنولوژی‌ها می‌شود. از جمله فوتولیتوگرافی، اچ دی کردن شیمیایی، آبکاری، لیگا، براده برداری با لیزر و غیره. در حالیکه ساخت non-MEMS اغلب شامل تکنولوژی‌هایی مانند ماشین‌کاری با تخلیه الکتریکی، برش‌کاری میکرو مکانیکی، برش/الگو کاری/سوراخکاری با لیز، برجسته کاری میکرو، قالبگیری تزریقی میکرو، میکرو اکستروژن، منگنه کاری میکرو و غیره می‌شود. با توجه به مواد مورد استفاده، ساخت میکرو در برخی مواقع به صورت ساخت بر پایهٔ سیلیکون و ساخت با مواد غیر سیلیکونی تقسیم‌بندی می‌شوند. ساخت با مواد پایه سیلیکون اغلب به عنوان تجارت بالغ و رشد یافته یاد می‌شوند.
در طراحی محصولات با ساخت میکرو چندین مسئله مهم آورده شده است که باید در نظر گرفته شود:
ابعاد کلی قطعات و محصولات، ویژگی‌های موضعی قطعه، قابلیت شکل، تلرانس و قابلیت کیفیت سطح، قابلیت مواد، مشخصات مواد قطعات بعد از انجام فرایند، ویژگی‌های تولید حجمی، هزینه ساخت، عوامل ترکیبی

## مقدمه
ساخت به عنوان یک اصطلاح برای صنعت عبارت است از تولید محصولاتی که برای یک کاربرد خاص طراحی شده‌اند.
در حال حاضر تقاضا برای محصولات / سیستم‌ها و قطعات مینیاتوری / میکرو در حال افزایش است. به عنوان مثال سیستم‌های مکانیکی الکتریکی میکرو، میکرو سیستم‌ها، میکرو رآکتورها، سلول‌های سوختی، دستگاه‌های میکرو مکانیکی، قطعات میکرو پزشکی و غیره؛ که در حال حاضر به‌طور متداول در وسایل نقلیه، هواپیماها، ارتباطات و امکانات IT، لوازم خانگی و دستگاه‌های پزشکی و ایمپلنت استفاده می‌شوند. همچنین با این وجود به عنوان فناوری نانو بیشتر و بیشتر رشد کرده و بیشتر قطعات، مبتنی بر فناوری نانو پدید آمده است. مانند دستگاه‌های نانو برای سنسورها، ارتباطات و درمان پزشکی، نانو مواد و پوشش دهی سطوح برای افزایش کارایی و غیره. برای تولید این محصولات در حجم تولید بالا، ارتباط مؤثر بین دنیای ساخت ماکرو و نانو ضروری است. ساخت میکرو پلی بین ساخت ماکرو و ساخت نانو است.

## ملاحظات روش‌های ساخت
استراتژی روش‌های ساخت در ساخت میکرو در مقایسه با ساخت محصولات ماکرو متفاوت است.
ساخت محصولات ماکرو از ساخت مجزای اجزا/قطعات با جدا کردن و/یا تغییر شکل‌دادن و/یا افزودن مواد و سپس مونتاژ آن‌ها بدست می‌آید.
ساخت محصولات میکرو ممکن است از الگودهی، رسوب و روش‌های لایه بندی با ماشین‌ها و طرح‌های ساخت، به عنوان مثال تکمیل ساخت اجزا/قطعات با مونتاژ/بسته‌بندی که اغلب در سیستم‌های میکرو و سیستم‌های مکانیکی الکتریکی میکرو استفاده می‌شود.
ساخت میکرو بیشتر به صورت روش‌های ساخت غیر سنتی یا کاهش مقیاس یا اصلاح روش‌های سنتی است تا مناسب فرایند ساخت در دنیای میکرو باشد.

## روش‌ها و فرایندهای ساخت
با توجه به نوع انرژی که استفاده می‌شود ساخت و انواع فرایندهای مکانیکی، شیمیایی، الکترو شیمیایی، الکتریکی و لیزر تقسیم‌بندی می‌شود.

### ماشین‌کاری مکانیکی
میکرو ماشین‌کاری ممکن است به عنوان فرایند جدا کردن مواد با دقت بالا در نظر گرفته شود که قادر است صحت شکل میکرو و صافی سطح چندین نانومتر را بدست آورد. مسائل اصلی مورد توجه شامل درک مکانیزم شکل براده، مکانیزم میکروماشین‌کاری، طراحی ابزار با استحکام دینامیکی بهینه، هندسهٔ ابزار برش بهینه، کنترل حرکت و فرایندهایی که با رزولوشن بالای اندازه‌گیری بازرسی می‌شوند و غیره است.
ابزارهای الماسی برش، ابزارها با پوشش دهی نانو کریستالی الماس و غیره نیز در میکروماشین‌کاری از اهمیت بالایی برخوردار است.

### ماشین‌کاری میکرو با تخلیه الکتریکی
ماشین‌کاری با تخلیه الکتریکی به دلیل مکانیزم براده برداری حرارتی و اینکه به اغلب فرایندها اجازه می‌دهد تا مستقل از خواص مکانیکی مواد بدون اعمال نیرو ماشین‌کاری کنند به‌طور خاصی برای ساخت قطعات/ابزار میکرو مناسب است.
فرایندها شامل میکروماشین‌کاری تخلیهٔ الکتریکی با سیم، میکرو حدیده کاری فر، میکرو سوراخکاری با تخلیه الکتریکی، ایجاد طرح (برجسته کاری) با تخلیه الکتریکی، میکرو آهار زنی با تخلیهٔ الکتریکی است.

### ماشین‌کاری الکتروشیمیایی میکرو
فرایند ماشین‌کاری الکتروشیمیایی با توجه به نیاز کم برای حمل و جابجایی طی فرایند و طراحی آسان دستگاه (امکان CNC کردن) یکی دیگر از روش‌های معمول برای تولید قطعات میکرو است. از ویژگی‌های مهم سطح بدون زبری، نبود عیوب حرارتی، عدم اعوجاج در قطعه و عدم سایش ابزار و از جنبه‌های منفی خواص خستگی نسبتاً پایین، سختی ایجاد گوشه‌های تیز و غیره به حساب می‌آیند.

### تکنولوژی لیزر
تکنولوژی لیزر به دلیل تفکیک‌پذیری جانبی بالای آن با مینیمم کردن قابلیت تمرکز تا چند میکرون، حرارت ورودی کم و انعطاف‌پذیری بالا مشروط به تکنولوژی میکروی کارآمد است. بعضی از کاربردهای لیزر عبارت است از:
1. برش‌کاری میکرو
2. سوراخکاری میکرو
3. جوشکاری میکرو
4. لحیم‌کاری
5. میکرو ساختارسازی
6. شکل‌دهی به کمک لیزر.

تکنولوژی‌های تکرار
تکنولوژی‌های تکرار مانند لیگا، قالبگیری ریخته‌گری میکرو، میکرو ریخته‌گری، میکرو برجسته کاری یک راه حل مناسب برای تولید انبوه و کم هزینه قطعات میکرو است. موادی که برای تکنولوژی‌های تکرار می‌توانند به کار روند شامل فلزات، شیشه، پلیمرها و غیره می‌شوند.
روش‌های رسوبی
روش‌های امکان‌پذیر برای ساخت میکرو شامل رسوب بخار شیمیایی با لیزر، رایت مستقیم با هدایت لیزر، رایت مستقیم با هدایت جریان، مدل‌سازی با شکل‌دهی رسوبی، رسوب الکتریکی متمرکز و غیره می‌باشد.
ساخت دستگاه‌ها با ساختار میکرو به وسیله رایت رسوبی مستقیم و فرایند لیزر با پودر خشک امکان‌پذیر است، که به عنوان یک راه مؤثر برای ساخت ساختارهای سه بعدی با رسوب مواد ناهمگن شناخته می‌شود.
سیستم‌های میکروی ساخت و ماشین‌های رو میزی
در طی ۱۵ سال گذشته ماشین‌های رومیزی و سیستم‌های ساخت مینیاتوری به‌طور تدریجی گسترش یافته و به صنعت معرفی شده‌اند. به‌طور اصلی آنچه مورد توجه است امکانات مرسوم برای ساخت قطعات میکرو و مینیاتوری است که برای اندازه‌هایی که محصولات در ساخت میکرو باید ساخته شوند سازگار نیستند. از این رو ضروری است تا مقیاس و اندازهٔ تجهیزات را تا جایی که می‌توان کاهش داد.
در طی ۱۵ سال گذشته چندین میکرو کارخانه (سیستم ساخت مینیاتوری نامیده می‌شود) به‌طور قابل ملاحظه در ژاپن توسعه یافته است، اما هم‌اکنون در سراسر جهان گسترش یافته است.

## میکرو شکل دهی
محصولات میکرو ممکن است با استفاده از فرایندهای شکل‌دهی ساخته شوند که به آن میکرو شکل دهی(به انگلیسی: Micro forming) می‌گویند. شکل‌دهی مواد برخی ویژگی‌هایی را ارائه می‌دهد که از روش‌های دیگر بهتر است مانند ماشین‌کاری و متالوگرافی که ویژگی‌هایی از جمله نرخ تولید بالا، صحت مواد بهتر، دور ریز کمتر، هزینه‌های ساخت کمتر و غیره را مورد توجه قرار می‌دهد. میکرو شکل‌دهی ممکن است با کاهش مقیاس ساختار کلی فرایند، ابزار و حتی ماشین‌ها بدست آید. برخی از چالش‌ها با کاهش اندازه تا ده‌ها یا صدها میکرون و دقت مورد نیاز قطعات مینیاتوری کمتر از چند میکرون، افزایش می‌یابد.
مسائل مهمی که بایستی مورد توجه قرار گیرند شامل دانستن مکانیزم تغییر شکل مواد شرایط ابزار مواد، توصیف خواص مواد، مدل‌سازی فرایند و آنالیز، تعریف محدودیت‌های شکل دهی، بهینه‌سازی طراحی فرایند و غیره با تأکید بر ارتباط با اثر اندازه می‌باشد.
در ادامه مشاهدات بر پایهٔ مطالعات و تلاش‌های RTD آورده شده است:
- فرایندهای مرسوم شکل‌دهی مواد از جمله آهنگری، اکستروژن، مهرزنی، سکه زنی، کشش عمیق و غیره به‌طور یکسان می‌توانند برای شکل‌دهی قطعات میکرو و مینیاتوری استفاده شوند، قابلیت فرایند براساس مواد افزودنی و ملاحظات ابزار در شکل‌دهی میکرو باید بیشتر در نظر گرفته شود.
- انواع موادی که قابلیت شکل‌دهی در ابعاد میکرو را دارند با ساختار میکرو و خواص مرزدانه‌ها بیشتر برای شکل‌دهی در ابعاد ماکرو توصیه می‌شوند. محدودیت‌های شکل‌دهی این مواد در مقایسه با آن‌هایی که برای شکل‌دهی قطعات ماکرو استفاده می‌شوند متفاوت است.
- با توجه به ریز ساختار مواد، اثر اندازه ممکن است در خواص مواد و خواص ابزار وجود داشته باشد که نیاز تعریف پارامترها و مواد اصلی است.

## شکل دهی حجمی میکرو

### فرایندهای بر پایهٔ شکل دهی سرد
شکل دهی بالکی میکرو به‌کارگیری شکل‌دهی بالکی برای شکل‌دهی قطعات میکرو است. در مقایسه با فرایندهای ساخت میکروی سنتی مانند تراشکاری و فرزکاری، این فرایند پتانسیل بالایی در پانچ کردن قطعات با کیفیت بالا، سریع تر و بدون مواد تلف شده یا کمترین مقدار مواد تلف شده را دارد.

#### مواد قطعه کار
برای انتخاب مواد قطعه کار معمولاً بین ملزومات عملکرد قطعه و قابلیت شکل‌دهی آن حالت بهینه در نظر گرفته می‌شود. به‌طور کلی مواد با استحکام بالا و جرم کمتر مطلوب تر هستند.

#### سیستم پرس
پرس‌های هیدرولیک یا مکانیکی معمولی با اندازه ماکرو با توجه به اندازهٔ آن‌ها و توانایی کم کنترل نیرو، برای فرایند شکل‌دهی میکرو مناسب نیستند. شکل‌دهی قطعات با کیفیت بالا نیازمند استحکام بالای پرس، سرعت بالا و نیروی مناسب و کنترل موقعیت پرس است. نیروی لازم معمولاً بین ۵ تا ۳۰ کیلو نیوتن است که به مواد و قطعه بستگی دارد.

### آهنگری گرم قطعات میکرو
درصورتی که تجهیزات شکل‌دهی در دمای بالاتر کار کنند، استفاده از آهنگری گرم سودمند و مفید خواهد بود. بهترین مزایای استفاده از آهنگری گرم کاهش نیروی بارگذاری، افزایش چقرمگی مواد قطعه کار و حذف عملیات حرارتی قبل و بعد از آهنگری است.

### شکل دهی قطعات فلزی ورقه‌ای میکرو
با توجه به محصولات میکرو و مینیاتوری، قطعات فلزی ورقه‌ای شامل کاربردهای زیر می‌شود:اتصال‌های الکتریکی، تقسیم‌بندی‌های کوچک برای دستگاه‌های نوری، فنرهای کوچک برای میکرو سوئیچ‌ها، فنجان‌های میکرو برای تفنگ‌های الکترونی و بسته‌بندی میکرو، ورقه‌های میکرونی برای میکرو موتورها و دستگاه‌های سیالی، چرخ دنده‌های میکرو برای دستگاه‌های مکانیکی میکر، چاقوهای میکرو برای جراحی‌های پزشکی و غیره؛ بنابراین، قطعات فلزی ورقه‌ای میکرو و مینیاتوری با زندگی روزمره وابسته شده است.
مواد مختلفی وجود دارد که می‌تواند برای ساخت قطعات ورقه‌ای میکرو استفاده شود. این مواد شامل مس، برنج، فولاد ضدزنگ، فولاد کم کربن، فولاد با استحکام متوسط و بالا، آلومینیوم، نیکل و غیره می‌شود.
اشکال مختلف فرایند برای شکل‌دهی قطعات ماکرو شامل فرایندهای زیر می‌شود: تراشکاری، سوراخ کاری، خمکاری، کشش عمیق (شامل مکانیکی و هیدرومکانیکی)، هیدروفرمینگ، شکل‌دهی کششی، شکل‌دهی سوپر پلاستیک، اسپینینگ، شکل‌دهی انفجاری، شکل‌دهی افزایشی و غیره. بعضی از این فرایندها برای شکل‌دهی قطعات میکرو نیز به کار برده می‌شوند، که با توجه به اثر اندازه می‌توانند به خوبی شکل‌دهی شوند؛ ولی مکانیزم‌های مهم تبدیل مواد در فرایند شکل‌دهی میکرو شامل برش‌کاری، خمکاری، صاف کردن خم، کشش، فشار دادن و غیره و همچنین ترکیبی از این‌ها می‌شود.
قبلاً ورق‌های فلزی ممکن بود به عنوان فلزی با ضخامت بین ۰٬۴ تا ۶ میلی‌متر تعریف شود، درحالی که فرایند شکل‌دهی میکروی ورق معمولاً با ورق‌های فلزی با ضخامت کمتر از ۰٬۳ میلی‌متر سروکار دارد، از اینرو ورق‌های نازک یا کویل‌های نازک می‌توانند برای این مواد واژهٔ مناسبی باشند.

#### ساخت با استفاده از ورق فلزی بوسیلهٔ عملیات بلنکینگ/سوراخکاری
برش‌کاری ممکن است برای ایجاد سوراخ در قطعه استفاده شود که می‌تواند با عمل برش بین دو لبهٔ برش‌کاری طبق مراحل زیر انجام شود:
(a)تغییر شکل پلاستیک،
(b)شروع شکستگی،
(c)پارگی و جدا شدن (شکل ۳–۱)
فرایند مفید دیگری که میکرو سوراخکاری به کمک لیزر نامیده می‌شود، می‌تواند برای بهبود کیفیت مقطع برش استفاده شود؛ که با استفاده از آن قابلیت فرایند گسترده‌تر می‌شود مانند سوراخکاری با نسبت ضخامت برش به قطر برش بیشتر و سوراخکاری مواد با استحکام بالاتر.

#### ساخت با استفاده از ورق فلزی بوسیلهٔ عملیات خمکاری
فرایند خمکاری برای شکل‌دهی ورق به صورت کشش مواد حول یک محور مستقیم تعریف می‌شود. یک صفحه محور خنثی برای ورق‌های فلزی وجود دارد که قسمت بالاتر از آن تحت کشش و قسمت پایینی تحت فشار قرار دارند (شکل ۳–۵).
عملیات خمکاری ممکن است با سنبه، غلتک نورد، قالب لغزشی، حرکت رو به پایین ابزار خمکاری که بسته به نوع فرایند خمکاری عبارتند از خمکاری V شکل، خمکاری U شکل، خمکاری لبه‌ای و غیره، انجام شود که معمولاً در خمکاری معمولی استفاده می‌شوند. ساخت قطعات از میکرو ورق‌های فلزی از جمله آن‌هایی که در قطعات الکترونیکی و MEMS استفاده می‌شوند اغلب برای ایجاد پروفیل‌ها و مقاطع سه بعدی به خمکاری نیاز دارند.

#### کشش عمیق ورق‌های فلزی
کشش عمیق یک فرایند شکل‌دهی ورق است که عمدتاً به‌طور صنعتی برای تولید قطعاتی در اشکال فنجانی، اشکال جعبه‌ای و دیگر اشکال پیچیدهٔ تو خالی استفاده می‌شود. میکرو فنجان ها/جعبه‌ها ممکن است با ساختار یکسان فرایند (شکل ۳–۷) برای کاربردهایی مانند بسته‌بندی میکرو سنسورها تولید شوند.
کشش عمیق یک فرایند بسیار پیچیده‌تر از برش‌کاری و خمکاری است، زیرا اغلب با توجه به هندسهٔ قطعه‌ای که تولید می‌شود ترکیبی از فرایندهایی مانند خمکاری، کشش، برش و غیره را شامل می‌شود. این فرایندها زمانی که میکرو ساختار ورق، یک عامل تأثیرگذار در مقیاس کوچک می‌شود بسیار پیچیده‌تر از قبل می‌شوند.
عیوب رایج در کشش عمیق ورق‌های نازک شامل چین خوردگی، پارگی مواد و خراشیدگی سطح می‌شود.

#### دیگر فرایندهای شکل دهی ورق‌های فلزی
دیگر فرایندهای شکل‌دهی ورق‌های فلزی عبارتند از:
الف) شکل دهی افزایشی (یا بدون قالب) – قطعات میکرو از ورق‌های فلزی یا ویژگی‌های میکرو روی ورق‌های فلزی می‌توانند با استفاده از شکل دهی افزایشی تولید شوند، از جمله چکش کاری با کنترل CNC، پخ زنی با میکرو پروب‌های پیزوالکتریک و همچنین نواحی کوچک و بزرگ از ورق‌های نازک فلزی با ویژگی‌های میکرو می‌توانند تولید شوند.
ب) پرس ایزواستاتیک-فویل‌های فلزی بسیار نازک می‌توانند درون قالب با سطوح شیاردار برای تولید میکرو شیارها و میکرو کانال‌ها فشار داده شوند. فویل‌ها با ضخامت چندین میکرون می‌توانند برای تولید میکرو کانال‌ها در محدودهٔ ده‌ها میکرون شکل دهی شوند.
ج)سکه زنی/برجسته کاری – فرایندهایی هستند که می‌توانند برای تولید بافت‌ها و ساختارهای سطحی میکرو بر روی ورق‌های فلزی استفاده شوند. به عنوان مثال استفاده از ابزارهای سیلیکونی، روی ورق‌های نازک آلومینیومی، آلیاژهای ریزدانه، دانه‌های آمورف در هر دو حالت سرد و گرم و غیره.

### میکرو هیدروفرمینگ

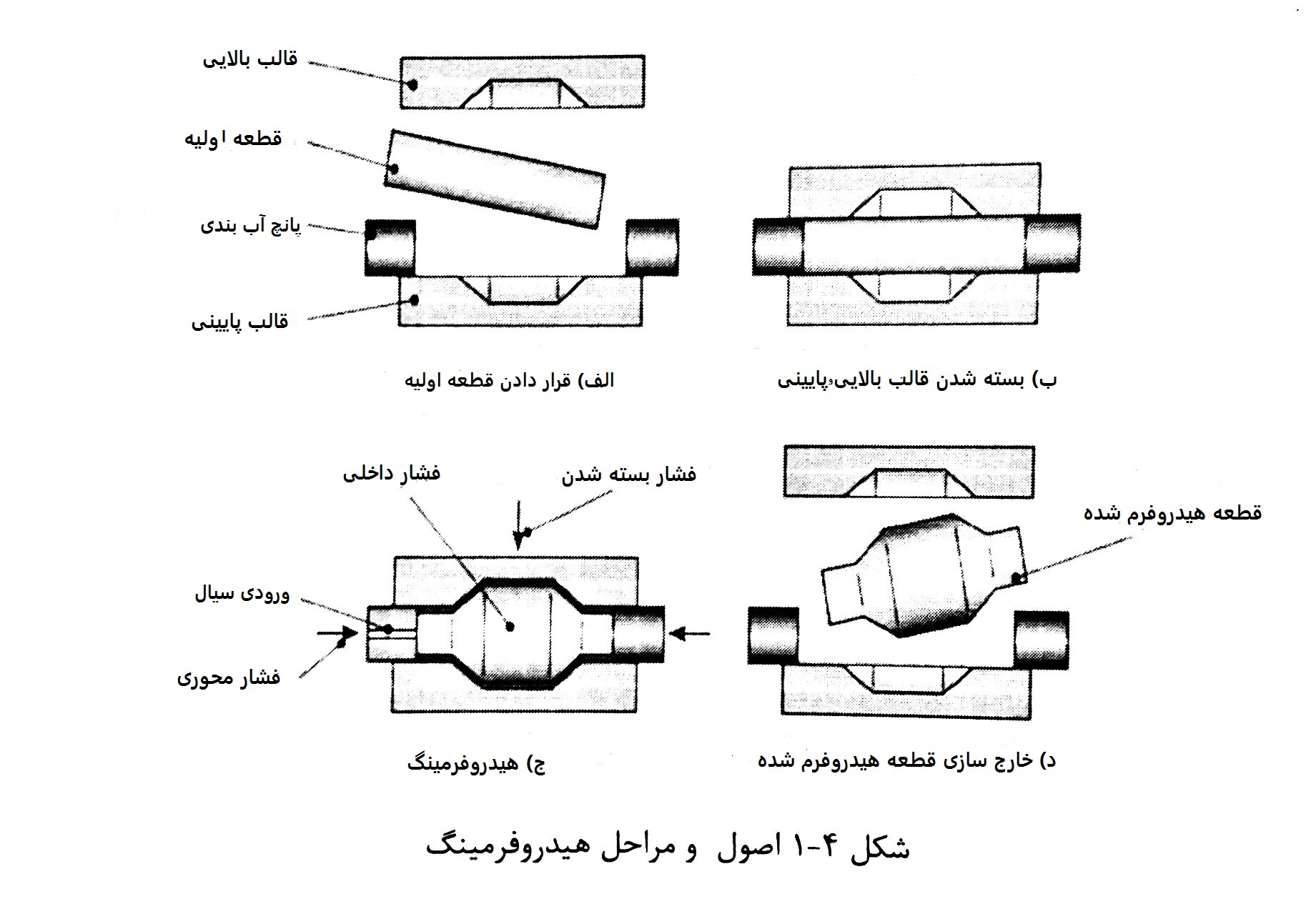
Yi Qin Micromanufacturing Engineering and Technology (Micro and Nano Technologies) 2010, 147تصویر از منبع بالا اسکن و ترجمه شده است.

هیدروفرمینگ تکنولوژی شکل‌دهی فلزات بر پایهٔ عملکرد فشار سیال و استفاده از آن در شکل‌دهی قطعات لوله‌ای شکل مانند پروفیل‌ها یا ورقه‌ای شکل است. به عنوان مثال در صنعت ساخت قطعات اتومبیل و صنعت پایپینگ (طراحی لوله‌های انتقال) با توجه به لزوم تولید انبوه استفاده می‌شود. مقبولیت روش هیدروفرمینگ از مزایای آن در مقایسه با فرایندهای سنتی مانند مونتاژ با استفاده از جوشکاری حاصل شده است. هیدروفرمینگ امکان تولید قطعات تو خالی پیچیده را با توجه به بهبود استحکام و سختی و کاهش هزینه‌های مونتاژ، افزایش داده است.
اصول فرایند شکل‌دهی هیدروفرمینگ در شکل ۴–۱ نشان داده شده است. ابتدا در شروع فرایند قطعه اولیه با توجه به ابعاد و شکل نهایی مورد نظر درون محفظهٔ قالب قرار می‌گیرد. قالب زمانی که قطعه توسط سیال برای انجام شکل‌دهی تحت نیروی داخلی P_i قرار دارد با نیروی F_c محکم بسته نگه داشته می‌شود. علاوه بر این انتهای انتهای لوله با نیروی محوری F_a تحت فشار است تا مواد را به داخل محفظه هدایت کند. قطعه تحت نیروی کنترلی همزمان محوری و داخلی شکل‌دهی می‌شوند. سیال‌های آب/روغن عمدتاً برای اعمال فشار استفاده می‌شوند که معمولاً فشار آن‌ها تا ۴۰۰۰ – ۱۲۰۰ بار افزایش می‌یابد. مقدار فشار داخلی مورد نیاز تحت تأثیر ضخامت دیوارهٔ قطعه کار و سختی و استحکام مواد قطعه قرار دارد.
اخیراً آلیاژهای فولادی و آلیاژهای آلومینیومی به‌طور عمده به عنوان مواد قطعات نیمه نهایی در فرایند هیدروفرمینگ مورد استفاده قرار می‌گیرند. آلیاژهای مس و برنج برای قطعات هیدروفرمینگ شده در صنعت پایپینگ و صنعت بهداشتی مورد استفاده قرار می‌گیرند.
به‌طور کلی کلیهٔ مواد فلزی با قابلیت شکل‌پذیری مناسب برای فرایند هیدروفرمینگ می‌تواند استفاده شود. ساختار با دانه‌های ریز همراه با نسبت کشیدگی بالا و ضریب کرنش سختی بالا مزایای زیادی را برای شکل‌دهی قطعهٔ اولیه به دنبال دارد. استحکام قطعه نهایی با کار سختی معین مواد بهبود می‌یابد. اگرچه کار سختی باعث افزایش نیروهای لازم برای شکل‌دهی می‌شود.
در شکل ۴–۱۰ یک نمونه دستگاه شکل‌دهی هیدروفرمینگ متناسب شامل یک مجموعه مونتاژی نشان داده شده است. قسمت‌های مستقل این مجموعهٔ مونتاژی بر روی قاب پرس نصب شده‌اند تا از تغییر شکل جلوگیری شده و دارای استحکام کافی باشند.

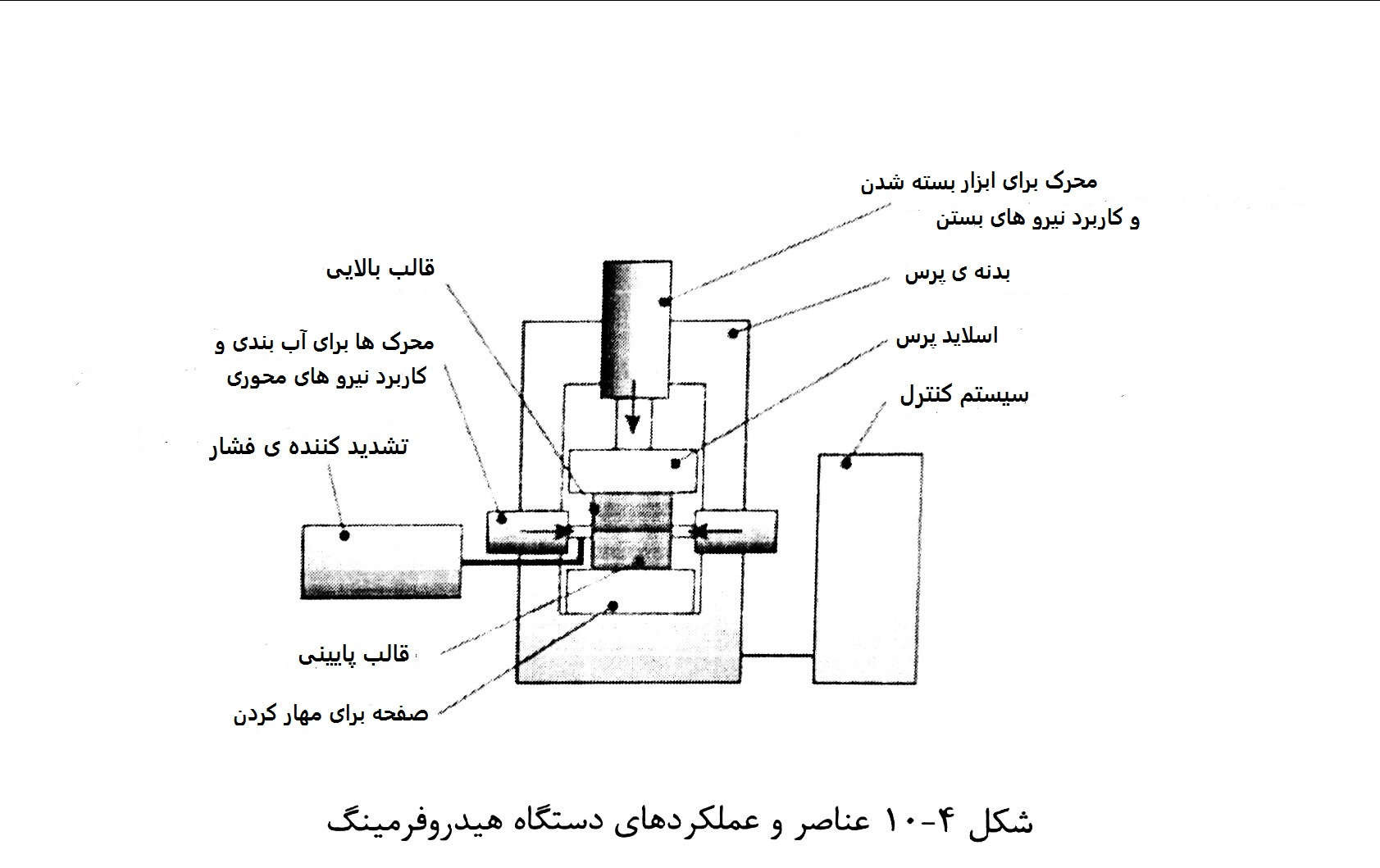
Yi Qin Micromanufacturing Engineering and Technology (Micro and Nano Technologies) 2010, 158تصویر از منبع بالا اسکن و ترجمه شده است.